# Liste der denkmalgeschützten Objekte in Rabenstein an der Pielach
Die Liste der denkmalgeschützten Objekte in Rabenstein an der Pielach enthält die 4 denkmalgeschützten, unbeweglichen Objekte der Gemeinde Rabenstein an der Pielach im niederösterreichischen Bezirk Sankt Pölten-Land.

## Denkmäler
| Foto |                 | Denkmal                                                                | Standort                                            | Beschreibung | Metadaten |
| ---- | --------------- | ---------------------------------------------------------------------- | --------------------------------------------------- | --- | --- |
| ja   | Datei hochladen | Kaiser Franz-Joseph-Jubiläums-Denkmal HERIS-ID: 60994 Objekt-ID: 73384 | Kaiserpark Standort KG: Rabenstein                  | Der Obelisk mit Portraitmedaillon wurde im Jahre 1908, dem Jahr des 60. Regentschaftsjubiläums Franz Joseph I., errichtet.                                                                      | BDA-Hist.: Q38093906 Status: § 2a Stand der BDA-Liste: 2025-06-30 Name: Kaiser Franz-Joseph-Jubiläums-Denkmal GstNr.: 2841 Kaiser Franz-Joseph Jubiläums-Denkmal Rabenstein |
| ja   | Datei hochladen | Ortskapelle Mariahilf HERIS-ID: 60973 Objekt-ID: 73360                 | Tradigist 80, neben Standort KG: Rabenstein         | Die neugotische Kirche wurde 1895 bis 1896 errichtet, der Turm wurde erst 1954 errichtet. | BDA-Hist.: Q38093863 Status: § 2a Stand der BDA-Liste: 2025-06-30 Name: Ortskapelle Mariahilf GstNr.: .337 Mariahilfkapelle Tradigist                                       |
| ja   | Datei hochladen | Kath. Pfarrkirche hl. Laurenz HERIS-ID: 50935 Objekt-ID: 56454         | Marktplatz 26, gegenüber Standort KG: Rabenstein    | Die heutige spätgotische Kirche wurde über romanischen und frühgotischen Vorgängerbauten Ende des 15. Jahrhunderts errichtet.                                                                   | BDA-Hist.: Q38042708 Status: § 2a Stand der BDA-Liste: 2025-06-30 Name: Kath. Pfarrkirche hl. Laurenz GstNr.: .8 Pfarrkirche Rabenstein an der Pielach                      |
| ja   | Datei hochladen | Burgruine Rabenstein HERIS-ID: 60992 Objekt-ID: 73382                  | Am Schloßberg 9, südöstlich Standort KG: Rabenstein | Die ehemalige Abschnittsburg wurde 1254 erstmals urkundlich erwähnt, ab 1327 war sie in Besitz des Landesfürsten. Ab dem Ende des 16. Jahrhunderts wechselnde Besitzer, seit 1750 verfällt sie. | BDA-Hist.: Q38093896 Status: Bescheid Stand der BDA-Liste: 2025-06-30 Name: Burgruine Rabenstein GstNr.: 1604, 1600/1 Burgruine Rabenstein an der Pielach                   |

## Ehemalige Denkmäler
| Foto |                 | Denkmal                              | Standort                             | Beschreibung | Metadaten                                                                                      |
| ---- | --------------- | ------------------------------------ | ------------------------------------ | --- | ---------------------------------------------------------------------------------------------- |
| ja   | Datei hochladen | Gasthaus HERIS-ID: Kein Wertbis 2010 | Marktplatz 5 Standort KG: Rabenstein | Der Gasthof zeigte bis zu seinem Abriss 2012 weitgehend die Form von 1600, im Kern war das Gebäude teilweise älter. Der an der Stelle stehende Gasthof Zum Alten Brauhaus ist ein Neubau. | BDA-Hist.: Q125118211 Status: § 2a Stand der BDA-Liste: 2010-06-24 Name: Gasthaus GstNr.: 27/1 |